# نادية الشناوي
نادية الشناوي (12 نوفمبر 1945 -) هي ممثلة مصرية. بعام 1952 شاركت وهي طفلة بأفلاماً عديدة واستمرت في مرحلة الطفولة، واعتزلت في عام 1974.

## أعمالها[3]

### أفلام
| - الغضب:1972 - الشيطان والخريف:1972-كريمة - مهرجان الحب:1958 - المخدوعة:1957 - الحب العظيم:1957-الطفلة ليلى - هارب من الحب:1956 - العروسة الصغيرة:1956-الطفلة نادية | - دعوة المظلوم:1956 - صوت من الماضي:1956-فيفي طفلة - بنات الليل:1955-طفلة - فجر:1955-فجر صغيرة - كدت أهدم بيتي:1954-طفلة - انتصار الحب:1954-طفلة | - الملاك الظالم:1954-الطفلة ناديه إبراهيم درويش - تاجر الفضائح:1953 - حب في الظلام:1953-الطفلة زيزي - اللقاء الأخير:1953-الطفلة سلوى - طريق السعادة:1953-طفلة - وفاء:1953-الطفلة /هدى | - الحب المكروه:1953-الطفلة سهام منير - حبيب قلبي:1952-طفلة - غضب الوالدين:1952-طفلة - الدم يحن:1952-طفلة - كأس العذاب:1952-طفلة - أسرار الناس:1951-الطفلة نعمت |

### مسلسلات
| - والحب أقوى:2006 - فكية الكلام في السفرة والطعام:1993 - النوة:1991-ضيفة شرف - أنا وأنت والزمن طويل:1989-لمياء-ضيفة الحلقات | - رسول الإنسانية:1985 - شعراء المعلقات:1982 - الفارس العاشق:1980 - دمعة على خد القمر:1974 | - وجهة نظر:1973 - قضية صقر:1972 - القاهرة والناس:1972 - من بعيد:1970 | - سيداتي آنساتي:1970 - 64 بنك القلق:1970 - المانشيت الأحمر:1964 - رحلة في عالم مجنون-لمياء |

### أخرى
- الرمق الأخير:1972
- ملاعيب علي الزيبق
- عشاق لا يعرفون الحب
- حكاية الترولي
- المجنون
- عندما ينطق الجبل
- قاهر الظلام

## روابط خارجية
- نادية الشناوي على موقع الدهليز
- نادية الشناوي على موقع قاعدة بيانات الأفلام العربية